# Montigny-le-Chartif

Montigny-le-Chartif este o comună în departamentul Eure-et-Loir, Franța. În 1 ianuarie 2022 avea o populație de 590 de locuitori.